# دوري الأمم الأوروبية للسيدات ب 2023–24
دوري الأمم الأوروبية للسيدات 2023–24 - الدرجة ب هو الدرجة الثانية من نسخة 2023–24 من دوري الأمم الأوروبية للسيدات، وهي النسخة الافتتاحية من بطولة كرة القدم الدولية التي تشارك فيها المنتخبات الوطنية للسيدات التابعة للاتحاد الأوروبي لكرة القدم (يويفا). تم استخدام نتائج البطولة لتحديد ترتيب المنتخبات ضمن التصفيات المؤهلة لـتصفيات بطولة أمم أوروبا للسيدات 2025.

## الشكل
تكوّن الدوري "ب" من 16 منتخبًا من أعضاء اليويفا، مصنّفين من المركز 17 حتى 32 حسب معامل المنتخبات الوطنية للسيدات. تم تقسيم الفرق إلى أربع مجموعات تحتوي كل منها على أربعة منتخبات. لعب كل فريق ست مباريات داخل مجموعته بنظام دوري ذهاب وإياب، حيث أقيمت جولتان من المباريات في كل من شهري سبتمبر وأكتوبر، ومن نوفمبر إلى ديسمبر 2023.
كما عملت البطولة كمرحلة أولى من التصفيات التمهيدية المؤهلة لـبطولة أمم أوروبا للسيدات 2025، حيث تتبع الهيكل ذاته للدوريات. صعدت المنتخبات المتصدرة للمجموعات إلى الدوري "أ"، بينما هبطت المنتخبات التي احتلت المركز الرابع في كل مجموعة، بالإضافة إلى أقل فريق في المركز الثالث من حيث الترتيب، إلى الدوري "ج"، ويُطبق ذلك في تصفيات يورو 2025.
بالإضافة إلى ذلك، تأهلت المنتخبات الوصيفة في المجموعات إلى مباريات الملحق للصعود لمواجهة المنتخبات التي احتلت المركز الثالث في الدوري "أ". الفائزات في هذه المواجهات ذهابًا وإيابًا تأهلن إلى الدوري "أ" لتصفيات بطولة أوروبا، في حين انتقلت الخاسرات إلى الدوري "ب".
وفي المقابل، تقدمت المنتخبات الثلاثة الأفضل في المركز الثالث بالدوري "ب" إلى مباريات الهبوط لمواجهة أفضل ثلاث وصيفات من الدوري "ج". الفائزات تأهلن إلى الدوري "ب"، بينما انتقلت الخاسرات إلى الدوري "ج".

## التصنيف
تم توزيع المنتخبات على الدوري"ب" وفقًا لمعامل المنتخبات الوطنية للسيدات في اليويفا بعد نهاية مرحلة المجموعات من تصفيات كأس العالم للسيدات 2023 في 6 سبتمبر 2022. تم تقسيم المنتخبات إلى أربع أوعية (Pot) تحتوي كل منها على أربعة منتخبات، وتم ترتيبها حسب معامل اليويفا.
أُقيمت قرعة مرحلة الدوري في مقر اليويفا في نيون، سويسرا، في مايو 2023، الساعة 13:00 بتوقيت وسط أوروبا الصيفي (CEST).
احتوت كل مجموعة على منتخب واحد من كل وعاء. بدأت القرعة من الوعاء 1 حتى الوعاء 4، وتم توزيع المنتخبات على المجموعات المتاحة تصاعديًا من B1 إلى B4. وبسبب تدخل بيلاروس في الغزو الروسي لأوكرانيا، لم يكن من الممكن سحب بيلاروس وأوكرانيا في نفس المجموعة.
| المنتخب         | معامل  | الترتيب |
| --------------- | ------ | ------- |
| جمهورية أيرلندا | 28٬877 | 18      |
| بولندا          | 28٬458 | 19      |
| جمهورية التشيك  | 27٬508 | 20      |
| فنلندا          | 26٬757 | 21      |

| المنتخب          | معامل  | الترتيب |
| ---------------- | ------ | ------- |
| صربيا            | 26٬517 | 22      |
| سلوفينيا         | 26٬445 | 23      |
| أيرلندا الشمالية | 25٬711 | 24      |
| رومانيا          | 24٬877 | 25      |

| المنتخب         | معامل  | الترتيب |
| --------------- | ------ | ------- |
| أوكرانيا        | 24٬359 | 26      |
| البوسنة والهرسك | 23٬091 | 27      |
| سلوفاكيا        | 19٬213 | 28      |
| المجر           | 18٬552 | 29      |

| المنتخب | معامل  | الترتيب |
| ------- | ------ | ------- |
| اليونان | 17٬556 | 30      |
| كرواتيا | 17٬523 | 31      |
| بيلاروس | 16٬890 | 32      |
| ألبانيا | 16٬826 | 33      |

## المجموعات
الأوقات حسب ت.و.أ/ت.ص.و.أ، وفقًا لما أدرجه اليويفا (يُذكر التوقيت المحلي بين قوسين في حال اختلافه).

### المجموعة 1
| م | الفريق               | لعب | ف | ت | خ | أ.له | أ.ع | أ.ف | نقاط | الصعود، التأهل أو الهبوط |  | جمهورية أيرلندا | المجر | أيرلندا الشمالية | ألبانيا |
| - | -------------------- | --- | - | - | - | ---- | --- | --- | ---- | ------------------------ |  | --------------- | ----- | ---------------- | ------- |
| 1 | جمهورية أيرلندا (P)  | 6   | 6 | 0 | 0 | 20   | 2   | +18 | 18   | صعود إلى الدوري A        |  | —               | 1–0   | 3–0              | 5–1     |
| 2 | المجر                | 6   | 2 | 2 | 2 | 11   | 9   | +2  | 8    | التأهل إلى ملحق الصعود   |  | 0–4             | —     | 3–2              | 6–0     |
| 3 | أيرلندا الشمالية (O) | 6   | 2 | 1 | 3 | 9    | 13  | −4  | 7    | التأهل إلى ملحق الهبوط   |  | 1–6             | 1–1   | —                | 1–0     |
| 4 | ألبانيا (R)          | 6   | 0 | 1 | 5 | 2    | 18  | −16 | 1    | هبوط إلى الدوري C        |  | 0–1             | 1–1   | 0–4              | —       |

| ألبانيا      | 1–1   | المجر        |
| ------------ | ----- | ------------ |
| كراسنيقي 27' | تقرير | فينيڤيزي 74' |

| جمهورية أيرلندا                      | 3–0   | أيرلندا الشمالية |
| ------------------------------------ | ----- | ---------------- |
| - لو. كوين 31' - كاروسا 70' - آغ 85' | تقرير |                  |

| المجر | 0–4   | جمهورية أيرلندا                                     |
| ----- | ----- | --------------------------------------------------- |
|       | تقرير | - هايز 18' - مكابي 42' - كاروسا 49' - أوسوليفان 70' |

| أيرلندا الشمالية | 1–0   | ألبانيا |
| ---------------- | ----- | ------- |
| ويد 57'          | تقرير |         |

| المجر                               | 3–2   | أيرلندا الشمالية                   |
| ----------------------------------- | ----- | ---------------------------------- |
| - سابو 18' - سولي 83' - نيميث 90+4' | تقرير | - هاميلتون 81' - ماجيل 89' (ركلة.) |

| جمهورية أيرلندا                        | 5–1   | ألبانيا   |
| -------------------------------------- | ----- | --------- |
| - مكابي 4'، 26'، 81' - كاروسا 56'، 59' | تقرير | - دوچي 7' |

| ألبانيا | 0–1   | جمهورية أيرلندا  |
| ------- | ----- | ---------------- |
|         | تقرير | - أو'سوليفان 88' |

| أيرلندا الشمالية | 1–1   | المجر      |
| ---------------- | ----- | ---------- |
| - ماكسويل 80'    | تقرير | - زيلر 56' |

| ألبانيا | 0–4   | أيرلندا الشمالية                         |
| ------- | ----- | ---------------------------------------- |
|         | تقرير | - ماجيل 43'، 47' - ماكسويل 58' - بيل 85' |

| جمهورية أيرلندا     | 1–0   | المجر |
| ------------------- | ----- | ----- |
| - تشيسار 66' (ه.ذ.) | تقرير |       |

| المجر                                                      | 6–0   | ألبانيا |
| ---------------------------------------------------------- | ----- | ------- |
| - تشيسار 10'، 43'، 81' - كايان 11' - توراني 18' - زيلر 88' | تقرير |         |

| أيرلندا الشمالية | 1–6   | جمهورية أيرلندا                                                              |
| ---------------- | ----- | ---------------------------------------------------------------------------- |
| - بيتي 75'       | تقرير | - لو. كوين 37' - باين 39' - كاروسا 47' - مكابي 50' - لو. كوين 61' - هايز 86' |